# Мінкін Ярослав Борисович
Мінкін Ярослав Борисович (10 січня 1984, Луганськ) — російськомовний поет з Луганська, громадський діяч. З 2014 живе в Івано-Франківську. З 2014 року голова неурядової молодіжної  громадської організації «СТАН/Stan».

## Життєпис
Народився в Луганську 10 січня 1984 в родині лікарів. 1986 року сім'я переїхала до Криму, в селище Кореїз, а 1989 року — до Ялти. Навчався в тій же школі, що й Ніка Турбіна (школа № 12 міста Ялта). У 10-ий клас був переведений умовно через незадовільну поведінку.
Закінчив фізико-математичний факультет Луганського педагогічного університету ім. Шевченка.
З 2002 — член літугруповання «СТАН», реввійськраду якого очолив у 2007.
В 2008 році став одним із засновників Луганського дискусійного клубу інтелектуального кіно.
До 2014 року голова реввійськради літературного угруповання «СТАН».
Входить до Аналітичної групи Інтернет-порталу культури «Тиск світла».
З автобіографії:

…Мій батько доклав немало зусиль, аби виховати в мені любов до спорту. Однак все, що йому вдалося — це привести мене до секції боксу. Чотири роки спарингів, баскетбол без правил і три бої за першість, кожен з яких закінчився для мене поразкою — це загалом і все, що дозволяє сказати: «Чувак, тільки не підходь до мене зліва. Це — нокдаун».
Моя мама дотримувалась іншої думки. Маючи ще зі студентських років прізвисько Боткін, вона мріяла долучити сина до медицини. Тому, виконуючи материнську волю, я навіть брав участь у різних змаганнях та олімпіадах з біології. Зрозуміло, безуспішно, бо все, що мене цікавило — це література і революція…

## Громадська діяльність
Постійний організатор акцій естетичного протесту та культурної непокори в Луганську. Командував захопленням трамваю під час проведення арт-фестивалю «ПовСТАНня»,.
У літературному збірнику «Переворот» наводяться такі факти його творчої біографії:

… Анархо-терорист. Ідеолог безмотивного знищення державних і навчальних закладів. Після заняття Криму монархістами втік на Єкатеринославщину, де відразу включився до літературної боротьби. Ухилився від призову і був оголошений дезертиром. З 2002 року — член угрупування СТАН. Працівник культпросвіту, упорядник і видавець книги про повстанство. Друкар по професії, терорист, фальсифікатор кредиток …

## Творчість

Перемога угруповання «СТАН» на Головному Київському Слемі (Хаданович, Заславська, Мінкін), 2008

Поезії друкувалися в різноманітній періодиці, зокрема в альманахах Літературного угруповання «СТАН», часописах «Київська Русь», «Склянка Часу \ Zeitglas» (Україна -Німеччина) та «Антології української лірики та новелістики».
Відомий своєю жорстокістю по відношенню до публіки, Ярослав Мінкін неодноразово ставав переможцем слем-турнірів. Він міг вийти на сцену з голови до ніг обмотаний бинтами, гарчати в мікрофон, кататися по сцені і навіть жбурляти в глядачів м'якоттю розрубаного на їхніх очах кавуна.
Важливим досягненням для Луганська стала його перемога на Головному Київському Слемі (Київ 2008), що відбувався на фестивалі «Київська барикада» серед переможців усіх попередніх літературних змагань.
Серед інших слем-турнірів можна відзначити його виступи на всеукраїнських турнірах:
- «ZEX» (Харків 2006), переможцем якого став Павло Коробчук;

- «ОБЕРСЛЕМ» (Харків 2007), що проводиться Анатолієм Ульяновим в рамках міжнародного Фестивалю сучасного мистецтва «Харківська Барикада», переможцем якого став  Дмитро Лазуткін;

- Донбаський регіональний турнір «Канкретній данбаській слем» (Донецьк 2008).

## Редакторська діяльність
- «Психология взрыва» / «Психологія вибуху» (2004);

- «Хроника повстанческого движения» / «Хроніка повстанського руху» (2005);

- «Особые приметы — хвост» / «Особливі прикмети — хвіст» (2005);

- «Переворот» (2007);

- Антологія соціальної поезії «Уроки вредительства, диверсии и шпионажа»(2011);

- Антологія поезії проти гендерного насильства «З жертв в ліквідатори»(2011).